# Stazione di Castione Villaggio
La stazione di Castione Villaggio era una fermata ferroviaria posta lungo la ex linea ferroviaria a scartamento ridotto Bellinzona-Mesocco chiusa nel 1972, era a servizio del comune di Arbedo-Castione.

## Storia
La fermata fu aperta il 6 maggio 1907, della prima tratta da Bellinzona a Lostallo per il completamento della linea Bellinzona-Mesocco e chiusa il 27 maggio 1972 al traffico viaggiatori. Nel 1995 venne riattivata insieme alla tratta Castione-Cama solo per scopi turistici. Venne chiusa definitivamente il 27 ottobre 2013.

## Strutture e impianti
Era composta fabbricato viaggiatori e dal solo binario di circolazione. Rimane solo il fabbricato, mentre il binario è stato smantellato.